# Franz von Arenberg

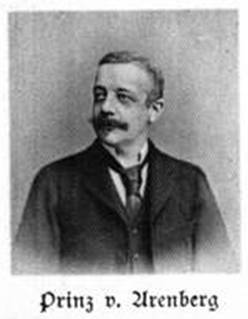
Franz Ludwig von Arenberg, porträtt i 1907 års tyska riksdagshandbok

Franz von Assisi Ludwig Prinz von Arenberg, född 29 september 1849 på slottet Arenberg i Belgien, död 25 mars 1907 på slottet Pasch vid Krefeld, var en tysk politiker.
Arenberg invaldes, efter att ha tjänstgjort vid tyska beskickningar i Stockholm, London, Sankt Petersburg och Konstantinopel, 1882 i preussiska deputeradekammaren och 1890 i tyska riksdagen, där han anslöt sig till Centrumpartiet. Han verkade ivrigt för Tysklands koloniala utveckling och valdes 1897 till ordförande i Tyska kolonialsällskapet.